# Alireza Jahanbakhsh
Alireza Jahanbakhsh Jirandeh (in persiano علیرضا جهانبخش‎; Bijar, 11 agosto 1993) è un calciatore iraniano, centrocampista o attaccante attualmente svincolato della nazionale iraniana.

## Biografia
Figlio di Tareh e Rahim, è il secondo di tre figli: ha una sorella maggiore e un fratello minore. Da piccolo aiutava nel tempo libero il padre, che lavorava in un negozio di biciclette. Ha praticato vari sport come la pallamano e il futsal prima di dedicarsi totalmente al calcio, disciplina sportiva molto amata dalla sua famiglia, dal padre così come dagli zii e dai cugini.
In varie interviste Jahanbakhsh ha rivelato che il suo sogno di una vita è giocare in Bundesliga, sebbene vi sia un grande interesse per lui da parte di squadre italiane e inglesi dichiarando che da bambino è cresciuto guardando i suoi idoli Ali Daei, Ali Karimi e Vahid Hashemian giocare per il Bayern Monaco e Mehdi Mahdavikia per l'Hamburger SV.
Nel gennaio 2020, Jahanbakhsh ha detto che ha postato su Instagram una foto del maggiore generale iraniano Qasem Soleimani, che è stato ucciso nel Attacco aereo dell'aeroporto di Baghdad del 2020, e che il post è stato rimosso.
Jahanbakhsh è sponsorizzato dal produttore tedesco di articoli sportivi Adidas.

## Caratteristiche tecniche
Gioca come centrocampista offensivo o come ala e dispone di buona visione di gioco, ottima capacità di muoversi senza palla, buona tecnica e freddezza sotto porta. Possiede potenza di tiro, calcia bene con entrambi i piedi ed abile nel tirare dalla lunga distanza. Jahanbakhsh è stato paragonato alla leggenda iraniana Mehdi Mahdavikia. In Olanda, Jahanbakhsh si è affermato come un giocatore pericoloso e veloce.
Nel 2014 viene inserito nella lista dei giovani più forti nati dopo il 1993 stilata da Don Balón.

## Carriera

### Club

#### Damash Gilan e N.E.C.
La sua carriera da professionista inizia nel 2011 con il club iraniano del Damash Gilan, esordisce il 9 settembre 2011 nel pareggio per 1-1 con il Mes Kerman, invece il 15 gennaio 2012 segna la sua prima rete con la quale la squadra batte per 1-0 il Fajr Sepasi Shiraz. Nella sua seconda stagione segna otto reti, realizza un gol del 2-0 vincendo contro il Naft Teheran, con la sua rete sconfigge per 1-0 il Fajr Sepasi Shiraz, inoltre segna una doppietta vincendo contro il Paykan per 5-3. Nel 2013 si trasferisce alla squadra olandese del N.E.C., il suo primo gol lo segna in Coppa Olanda nella schiacciante vittoria per 8-0 contro l'Harkemase Boys, invece nella sua prima stagione in Eredivisie segna una doppietta, prima battendo per 3-2 l'AZ Alkmaar e poi pareggiando per 2-2 contro l'Ajax. La squadra retrocede in seconda divisione, tuttavia il N.E.C. vince l'Eerste Divisie, Jahanbakhsh realizza un gon contro l'Eindhoven, l'Achilles '29 e il TOP Oss vincendo tutti i match per 3-1, segna una rete anche contro l'Almere City vincendo per 2-1, sigla un gol anche nella vittoria per 3-2 contro l'Emmen, segna la rete del 3-0 battendo il Fortuna Sittard e realizza una doppietta sconfiggendo per 4-1 l'Helmond Sport, l'ultimo gol lo segna nella vittoria per 7-0 contro il Volendam.

#### AZ Alkmaar
Nel 2015 passa all’AZ Alkmaar, diventando immediatamente titolare, nella sua prima stagione segna tre gol, il primo sconfiggendo per 3-0 il N.E.C., un altro battendo l'Heracles per 6-3, inoltre è autore di una rete vincendo per 4-1 contro il De Graafschap. Nella sua seconda stagione invece segna dieci gol in campionato: mette a segno una rete sia contro l'Heracles che contro l'Utrecht vincendo per 2-1 entrambi i match, è autore di una rete contro il N.E.C. e contro il Willem II ottenendo due vittorie consecutive per entrambe concluse con il risultato di 2-0, inoltre segna una doppietta sconfiggendo per 3-1 il Go Ahead Eagles.
Jahanbakhsh esplode soprattutto durante la stagione 2017-2018 dell'Eredivisie, segna un gol contro l'Utrecht, contro l'Heracles e contro il Den Haag vincendo tutte e tre le partite per 3-0, sigla la rete del 3-2 sconfiggendo il Groningen, è autore di una doppietta prevalendo per 4-0 contro il Twente, inoltre segna una tripletta prima battendo per 4-3 il Vitesse e poi vincendo per 6-0 contro il Zwolle; al termine della quale si laurea capocannoniere del campionato con 21 gol e 12 assist, diventando il primo giocatore asiatico nella storia a raggiungere tale traguardo in un campionato europeo.

#### Brighton e Feyenoord
Il 25 luglio 2018 viene acquistato dal Brighton & Hove Albion per 17 milioni di sterline, firmando un contatto quinquiennale con gli inglesi. Nel campionato 2018-2019 non segna, però, neanche una rete, risultando uno dei peggiori attaccanti della stagione. Mette a segno la sua prima rete col Brighton solo la stagione successiva, segnando al Bournemouth in Premier League. Nella giornata successiva segna il suo secondo gol nella partita Brighton-Chelsea con una spettacolare rovesciata, permettendo al Brighton di pareggiare la partita per 1-1. Tuttavia questa è la sua ultima rete in campionato (ne realizza altre due in Coppa di Lega nel 2020-2021); trova poco spazio con il club, anche a causa di problemi fisici. In tutto colleziona 4 gol e 2 assist in 61 presenze tra campionato e coppe.
Il 17 luglio 2021 fa ritorno in Eredivisie, firmando un contratto triennale con il Feyenoord. Vince l'edizione 2022-2023 del campionato olandese, segna un gol battendo per 3-1 l'Utrecht, è autore di una rete vincendo per 2-1 contro l'AZ Alkmaar, inoltre segna una doppietta nel pareggio per 2-2 contro il PSV Eindhoven.

### Nazionale
Con l'Under-19 prende parte al campionato asiatico di calcio Under-19 2012, segnando solo due reti: la prima nel pareggio per 1-1 con gli Emirati Arabi Uniti e il secondo nella sconfitta per 4-1 contro la Corea del Sud. Successivamente ha giocato anche nella nazionale iraniana Under-23.
Convocato per i Mondiali 2014, nella sfida con l'Argentina, poco prima del vantaggio avversario segnato da Messi negli ultimi minuti, si rende protagonista di un'accelerazione in contropiede in cui mando in porta il compagno Reza Ghoochannejhad. Nel 2018 viene convocato in nazionale maggiore per il Campionato mondiale di calcio svoltosi in Russia.
Viene convocato per giocare nella Coppa d'Asia svoltasi nel 2024, nei minuti di recupero del secondo tempo segna il rigore del 2-1 battendo il Giappone.

## Statistiche

### Presenze e reti nei club
Statistiche aggiornate al 19 aprile 2025.
| Stagione            | Squadra             | Campionato          | Campionato | Campionato | Coppe nazionali | Coppe nazionali | Coppe nazionali | Coppe continentali | Coppe continentali | Coppe continentali | Altre coppe | Altre coppe | Altre coppe | Totale | Totale |
| Stagione            | Squadra             | Comp                | Pres       | Reti       | Comp            | Pres            | Reti            | Comp               | Pres               | Reti               | Comp        | Pres        | Reti        | Pres   | Reti   |
| ------------------- | ------------------- | ------------------- | ---------- | ---------- | --------------- | --------------- | --------------- | ------------------ | ------------------ | ------------------ | ----------- | ----------- | ----------- | ------ | ------ |
| 2011-2012           | Damash Gilan        | PGPL                | 16         | 2          | CI              | 0               | 0               | -                  | -                  | -                  | -           | -           | -           | 16     | 2      |
| 2012-2013           | Damash Gilan        | PGPL                | 28         | 8          | CI              | 1+              | 0+              | -                  | -                  | -                  | -           | -           | -           | 29+    | 8+     |
| Totale Damash Gilan | Totale Damash Gilan | Totale Damash Gilan | 44         | 10         |                 | 1+              | 0+              |                    | -                  | -                  |             | -           | -           | 45+    | 10+    |
| 2013-2014           | N.E.C.              | E                   | 27+2       | 5+0        | CO              | 4               | 1               | -                  | -                  | -                  | -           | -           | -           | 33     | 6      |
| 2014-2015           | N.E.C.              | ER                  | 28         | 12         | CO              | 3               | 1               | -                  | -                  | -                  | -           | -           | -           | 31     | 13     |
| Totale NEC          | Totale NEC          | Totale NEC          | 55+2       | 17         |                 | 7               | 2               |                    | -                  | -                  |             | -           | -           | 64     | 19     |
| 2015-2016           | AZ Alkmaar          | E                   | 23         | 3          | CO              | 3               | 0               | UEL                | 3                  | 0                  | -           | -           | -           | 29     | 3      |
| 2016-2017           | AZ Alkmaar          | E                   | 29+1       | 10+1       | CO              | 4               | 0               | UEL                | 9                  | 1                  | -           | -           | -           | 43     | 12     |
| 2017-2018           | AZ Alkmaar          | E                   | 33         | 21         | CO              | 6               | 1               | -                  | -                  | -                  | -           | -           | -           | 39     | 22     |
| Totale AZ Alkmaar   | Totale AZ Alkmaar   | Totale AZ Alkmaar   | 85+1       | 34+1       |                 | 13              | 1               |                    | 12                 | 1                  |             | -           | -           | 111    | 37     |
| 2018-2019           | Brighton            | PL                  | 19         | 0          | FACup+CdL       | 4+1             | 0+0             | -                  | -                  | -                  | -           | -           | -           | 24     | 0      |
| 2019-2020           | Brighton            | PL                  | 10         | 2          | FACup+CdL       | 1+1             | 0+0             | -                  | -                  | -                  | -           | -           | -           | 12     | 2      |
| 2020-2021           | Brighton            | PL                  | 21         | 0          | FACup+CdL       | 1+3             | 0+2             | -                  | -                  | -                  | -           | -           | -           | 25     | 2      |
| Totale Brighton     | Totale Brighton     | Totale Brighton     | 50         | 2          |                 | 11              | 2               |                    | -                  | -                  |             | -           | -           | 61     | 4      |
| 2021-2022           | Feyenoord           | E                   | 27         | 4          | CO              | 1               | 0               | UECL               | 14                 | 4                  | -           | -           | -           | 42     | 8      |
| 2022-2023           | Feyenoord           | E                   | 28         | 5          | CO              | 4               | 0               | UEL                | 8                  | 3                  | -           | -           | -           | 40     | 8      |
| 2023-2024           | Feyenoord           | E                   | 16         | 0          | CO              | 1               | 0               | UCL                | 5                  | 1                  | SO          | 1           | 0           | 23     | 1      |
| Totale Feyenoord    | Totale Feyenoord    | Totale Feyenoord    | 71         | 9          |                 | 6               | 0               |                    | 27                 | 8                  |             | 1           | 0           | 105    | 17     |
| 2024-2025           | Heerenveen          | E                   | 19         | 3          | CO              | 1               | 0               | -                  | -                  | -                  | -           | -           | -           | 20     | 3      |
| Totale Carriera     | Totale Carriera     | Totale Carriera     | 327        | 76         |                 | 39              | 5               |                    | 39                 | 9                  |             | 1           | 0           | 406    | 90     |

### Cronologia presenze e reti in nazionale
| Cronologia completa delle presenze e delle reti in nazionale ― Iran | Cronologia completa delle presenze e delle reti in nazionale ― Iran | Cronologia completa delle presenze e delle reti in nazionale ― Iran | Cronologia completa delle presenze e delle reti in nazionale ― Iran | Cronologia completa delle presenze e delle reti in nazionale ― Iran | Cronologia completa delle presenze e delle reti in nazionale ― Iran | Cronologia completa delle presenze e delle reti in nazionale ― Iran | Cronologia completa delle presenze e delle reti in nazionale ― Iran |
| Data                                                                | Città                                                               | In casa                                                             | Risultato                                                           | Ospiti                                                              | Competizione                                                        | Reti                                                                | Note                                                                |
| ------------------------------------------------------------------- | ------------------------------------------------------------------- | ------------------------------------------------------------------- | ------------------------------------------------------------------- | ------------------------------------------------------------------- | ------------------------------------------------------------------- | ------------------------------------------------------------------- | ------------------------------------------------------------------- |
| 15-10-2013                                                          | Teheran                                                             | Iran                                                                | 2 – 1                                                               | Thailandia                                                          | Qual. Coppa d'Asia 2015                                             | -                                                                   | 79’                                                                 |
| 15-11-2013                                                          | Bangkok                                                             | Thailandia                                                          | 0 – 3                                                               | Iran                                                                | Qual. Coppa d'Asia 2015                                             | 1                                                                   | 86’                                                                 |
| 19-11-2013                                                          | Beirut                                                              | Libano                                                              | 1 – 4                                                               | Iran                                                                | Qual. Coppa d'Asia 2015                                             | -                                                                   |                                                                     |
| 5-3-2014                                                            | Teheran                                                             | Iran                                                                | 1 – 2                                                               | Guinea                                                              | Amichevole                                                          | -                                                                   | 46’                                                                 |
| 18-5-2014                                                           | Minsk                                                               | Bielorussia                                                         | 0 – 0                                                               | Iran                                                                | Amichevole                                                          | -                                                                   | 65’                                                                 |
| 26-5-2014                                                           | Podgorica                                                           | Montenegro                                                          | 0 – 0                                                               | Iran                                                                | Amichevole                                                          | -                                                                   | 61’                                                                 |
| 8-6-2014                                                            | San Paolo                                                           | Iran                                                                | 2 – 0                                                               | Trinidad e Tobago                                                   | Amichevole                                                          | -                                                                   | 80’                                                                 |
| 16-6-2014                                                           | Curitiba                                                            | Nigeria                                                             | 0 – 0                                                               | Iran                                                                | Mondiali 2014 - 1º turno                                            | -                                                                   | 73’                                                                 |
| 21-6-2014                                                           | Belo Horizonte                                                      | Argentina                                                           | 1 – 0                                                               | Iran                                                                | Mondiali 2014 - 1º turno                                            | -                                                                   | 85’                                                                 |
| 25-6-2014                                                           | Salvador                                                            | Bosnia ed Erzegovina                                                | 3 – 1                                                               | Iran                                                                | Mondiali 2014 - 1º turno                                            | -                                                                   | 63’                                                                 |
| 18-11-2014                                                          | Teheran                                                             | Iran                                                                | 1 – 0                                                               | Corea del Sud                                                       | Amichevole                                                          | -                                                                   | 74’                                                                 |
| 4-1-2015                                                            | Wollongong                                                          | Iraq                                                                | 0 – 1                                                               | Iran                                                                | Amichevole                                                          | -                                                                   |                                                                     |
| 11-1-2015                                                           | Melbourne                                                           | Iran                                                                | 2 – 0                                                               | Bahrein                                                             | Coppa d'Asia 2015 - 1º turno                                        | -                                                                   | 80’                                                                 |
| 19-1-2015                                                           | Brisbane                                                            | Iran                                                                | 1 – 0                                                               | Emirati Arabi Uniti                                                 | Coppa d'Asia 2015 - 1º turno                                        | -                                                                   | 57’                                                                 |
| 23-1-2015                                                           | Canberra                                                            | Iran                                                                | 3 – 3 dts (6 – 7 dtr)                                               | Iraq                                                                | Coppa d'Asia 2015 - Quarti di finale                                | -                                                                   | 63’                                                                 |
| 12-11-2015                                                          | Teheran                                                             | Iran                                                                | 3 – 1                                                               | Turkmenistan                                                        | Qual. Mondiali 2018                                                 | -                                                                   | 46’                                                                 |
| 17-11-2015                                                          | Dededo                                                              | Guam                                                                | 0 – 6                                                               | Iran                                                                | Qual. Mondiali 2018                                                 | -                                                                   | 58’                                                                 |
| 24-3-2016                                                           | Teheran                                                             | Iran                                                                | 4 – 0                                                               | India                                                               | Qual. Mondiali 2018                                                 | 1                                                                   |                                                                     |
| 29-3-2016                                                           | Teheran                                                             | Iran                                                                | 2 – 0                                                               | Oman                                                                | Qual. Mondiali 2018                                                 | -                                                                   | 62’                                                                 |
| 2-6-2016                                                            | Skopje                                                              | Macedonia                                                           | 1 – 3                                                               | Iran                                                                | Amichevole                                                          | -                                                                   | 64’                                                                 |
| 7-6-2016                                                            | Teheran                                                             | Iran                                                                | 6 – 0                                                               | Kirghizistan                                                        | Amichevole                                                          | -                                                                   | 64’                                                                 |
| 1-9-2016                                                            | Teheran                                                             | Iran                                                                | 2 – 0                                                               | Qatar                                                               | Qual. Mondiali 2018                                                 | 1                                                                   |                                                                     |
| 6-9-2016                                                            | Shenyang                                                            | Cina                                                                | 0 – 0                                                               | Iran                                                                | Qual. Mondiali 2018                                                 | -                                                                   |                                                                     |
| 6-10-2016                                                           | Tashkent                                                            | Uzbekistan                                                          | 0 – 1                                                               | Iran                                                                | Qual. Mondiali 2018                                                 | -                                                                   | 76’                                                                 |
| 11-10-2016                                                          | Teheran                                                             | Iran                                                                | 1 – 0                                                               | Corea del Sud                                                       | Qual. Mondiali 2018                                                 | -                                                                   | 82’                                                                 |
| 15-11-2016                                                          | Paroi                                                               | Siria                                                               | 0 – 0                                                               | Iran                                                                | Qual. Mondiali 2018                                                 | -                                                                   |                                                                     |
| 23-3-2017                                                           | Doha                                                                | Qatar                                                               | 0 – 1                                                               | Iran                                                                | Qual. Mondiali 2018                                                 | -                                                                   | 77’                                                                 |
| 28-3-2017                                                           | Teheran                                                             | Iran                                                                | 1 – 0                                                               | Cina                                                                | Qual. Mondiali 2018                                                 | -                                                                   | 64’ 88’                                                             |
| 12-6-2017                                                           | Teheran                                                             | Iran                                                                | 2 – 0                                                               | Uzbekistan                                                          | Qual. Mondiali 2018                                                 | -                                                                   | 46’                                                                 |
| 31-8-2017                                                           | Seul                                                                | Corea del Sud                                                       | 0 – 0                                                               | Iran                                                                | Qual. Mondiali 2018                                                 | -                                                                   |                                                                     |
| 5-9-2017                                                            | Teheran                                                             | Iran                                                                | 2 – 2                                                               | Siria                                                               | Qual. Mondiali 2018                                                 | -                                                                   | 76’                                                                 |
| 10-10-2017                                                          | Kazan'                                                              | Russia                                                              | 1 – 1                                                               | Iran                                                                | Amichevole                                                          | -                                                                   | 64’                                                                 |
| 9-11-2017                                                           | Graz                                                                | Panama                                                              | 1 – 2                                                               | Iran                                                                | Amichevole                                                          | -                                                                   | 67’                                                                 |
| 13-11-2017                                                          | Nimega                                                              | Venezuela                                                           | 0 – 1                                                               | Iran                                                                | Amichevole                                                          | 1                                                                   |                                                                     |
| 23-3-2018                                                           | Radès                                                               | Tunisia                                                             | 1 – 0                                                               | Iran                                                                | Amichevole                                                          | -                                                                   | 77’ 84’                                                             |
| 27-3-2018                                                           | Graz                                                                | Iran                                                                | 2 – 1                                                               | Algeria                                                             | Amichevole                                                          | -                                                                   | 79’                                                                 |
| 28-5-2018                                                           | Graz                                                                | Turchia                                                             | 2 – 1                                                               | Iran                                                                | Amichevole                                                          | -                                                                   | 76’                                                                 |
| 8-6-2018                                                            | Mosca                                                               | Iran                                                                | 1 – 0                                                               | Lituania                                                            | Amichevole                                                          | -                                                                   | 55’                                                                 |
| 15-6-2018                                                           | San Pietroburgo                                                     | Marocco                                                             | 0 – 1                                                               | Iran                                                                | Mondiali 2018 - 1º turno                                            | -                                                                   | 47’ 84’                                                             |
| 20-6-2018                                                           | Kazan'                                                              | Iran                                                                | 0 – 1                                                               | Spagna                                                              | Mondiali 2018 - 1º turno                                            | -                                                                   | 74’                                                                 |
| 25-6-2018                                                           | Saransk                                                             | Iran                                                                | 1 – 1                                                               | Portogallo                                                          | Mondiali 2018 - 1º turno                                            | -                                                                   | 70’                                                                 |
| 11-9-2018                                                           | Tashkent                                                            | Uzbekistan                                                          | 0 – 1                                                               | Iran                                                                | Amichevole                                                          | -                                                                   | 46’                                                                 |
| 16-10-2018                                                          | Teheran                                                             | Iran                                                                | 2 – 1                                                               | Bolivia                                                             | Amichevole                                                          | 1                                                                   | 46’                                                                 |
| 16-1-2019                                                           | Dubai                                                               | Iran                                                                | 0 – 0                                                               | Iraq                                                                | Coppa d'Asia 2019 - 1º turno                                        | -                                                                   | 63’                                                                 |
| 20-1-2019                                                           | Abu Dhabi                                                           | Iran                                                                | 2 – 0                                                               | Oman                                                                | Coppa d'Asia 2019 - Ottavi di finale                                | 1                                                                   | 69’                                                                 |
| 24-1-2019                                                           | Abu Dhabi                                                           | Cina                                                                | 0 – 3                                                               | Iran                                                                | Coppa d'Asia 2019 - Quarti di finale                                | -                                                                   | 68’                                                                 |
| 28-1-2019                                                           | al-'Ayn                                                             | Iran                                                                | 0 – 3                                                               | Giappone                                                            | Coppa d'Asia 2019 - Semifinale                                      | -                                                                   | 71’                                                                 |
| 6-6-2019                                                            | Doha                                                                | Iran                                                                | 5 – 0                                                               | Siria                                                               | Amichevole                                                          | 1                                                                   | 62’                                                                 |
| 11-6-2019                                                           | Seul                                                                | Corea del Sud                                                       | 1 – 1                                                               | Iran                                                                | Amichevole                                                          | -                                                                   | 46’                                                                 |
| 10-9-2019                                                           | Hong Kong                                                           | Hong Kong                                                           | 0 – 2                                                               | Iran                                                                | Qual. Mondiali 2022                                                 | -                                                                   | 87’                                                                 |
| 3-6-2021                                                            | Arad                                                                | Iran                                                                | 3 – 1                                                               | Hong Kong                                                           | Qual. Mondiali 2022                                                 | -                                                                   | Cap. 58’                                                            |
| 11-6-2021                                                           | Riffa                                                               | Cambogia                                                            | 0 – 10                                                              | Iran                                                                | Qual. Mondiali 2022                                                 | 1                                                                   | Cap. 68’                                                            |
| 15-6-2021                                                           | Arad                                                                | Iran                                                                | 1 – 0                                                               | Iraq                                                                | Qual. Mondiali 2022                                                 | -                                                                   | 41’ 78’                                                             |
| 2-9-2021                                                            | Teheran                                                             | Iran                                                                | 1 – 0                                                               | Siria                                                               | Qual. Mondiali 2022                                                 | 1                                                                   | Cap. 87’                                                            |
| 7-9-2021                                                            | Doha                                                                | Iraq                                                                | 0 – 3                                                               | Iran                                                                | Qual. Mondiali 2022                                                 | 1                                                                   | Cap. 63’ 87’                                                        |
| 7-10-2021                                                           | Dubai                                                               | Emirati Arabi Uniti                                                 | 0 – 1                                                               | Iran                                                                | Qual. Mondiali 2022                                                 | -                                                                   | cap. 78’                                                            |
| 12-10-2021                                                          | Teheran                                                             | Iran                                                                | 1 – 1                                                               | Corea del Sud                                                       | Qual. Mondiali 2022                                                 | 1                                                                   | cap.                                                                |
| 11-11-2021                                                          | Sidone                                                              | Libano                                                              | 1 – 2                                                               | Iran                                                                | Qual. Mondiali 2022                                                 | -                                                                   | cap. 52’ 84’                                                        |
| 27-1-2022                                                           | Teheran                                                             | Iran                                                                | 1 – 0                                                               | Iraq                                                                | Qual. Mondiali 2022                                                 | -                                                                   | cap.                                                                |
| 1-2-2022                                                            | Teheran                                                             | Iran                                                                | 1 – 0                                                               | Emirati Arabi Uniti                                                 | Qual. Mondiali 2022                                                 | -                                                                   | cap. 84’                                                            |
| 29-3-2022                                                           | Mashad                                                              | Iran                                                                | 2 – 0                                                               | Libano                                                              | Qual. Mondiali 2022                                                 | 1                                                                   | cap. 85’                                                            |
| 12-6-2022                                                           | Doha                                                                | Algeria                                                             | 2 – 1                                                               | Iran                                                                | Amichevole                                                          | 1                                                                   | 85’                                                                 |
| 23-9-2022                                                           | Sankt Pölten                                                        | Uruguay                                                             | 0 – 1                                                               | Iran                                                                | Amichevole                                                          | -                                                                   | 68’                                                                 |
| 27-9-2022                                                           | Maria Enzersdorf                                                    | Iran                                                                | 1 – 1                                                               | Senegal                                                             | Amichevole                                                          | -                                                                   | 46’                                                                 |
| 21-11-2022                                                          | Al Rayyan                                                           | Inghilterra                                                         | 6 – 2                                                               | Iran                                                                | Mondiali 2022 - 1º turno                                            | -                                                                   | 25’ 46’                                                             |
| 25-11-2022                                                          | Al Rayyan                                                           | Galles                                                              | 0 – 2                                                               | Iran                                                                | Mondiali 2022 - 1º turno                                            | -                                                                   | 77’ 90+5’                                                           |
| 28-3-2023                                                           | Tehran                                                              | Iran                                                                | 2 – 1                                                               | Kenya                                                               | Amichevole                                                          | -                                                                   | 46’                                                                 |
| 13-6-2023                                                           | Biškek                                                              | Iran                                                                | 6 – 1                                                               | Afghanistan                                                         | CAFA Nations Cup 2023 - 1º turno                                    | 1                                                                   | 68’                                                                 |
| 16-6-2023                                                           | Biškek                                                              | Kirghizistan                                                        | 1 – 5                                                               | Iran                                                                | CAFA Nations Cup 2023 - 1º turno                                    | -                                                                   | cap. 52’                                                            |
| 7-9-2023                                                            | Plovdiv                                                             | Bulgaria                                                            | 0 – 1                                                               | Iran                                                                | Amichevole                                                          | -                                                                   | 83’                                                                 |
| 12-9-2023                                                           | Teheran                                                             | Iran                                                                | 4 – 0                                                               | Angola                                                              | Amichevole                                                          | -                                                                   | cap. 58’                                                            |
| 13-10-2023                                                          | Amman                                                               | Giordania                                                           | 1 – 3                                                               | Iran                                                                | Amichevole                                                          | -                                                                   | 67’                                                                 |
| 17-10-2023                                                          | Amman                                                               | Iran                                                                | 4 – 0                                                               | Qatar                                                               | Amichevole                                                          | 1                                                                   | cap. 87’                                                            |
| 16-11-2023                                                          | Teheran                                                             | Iran                                                                | 4 – 0                                                               | Hong Kong                                                           | Qual. Mondiali 2026                                                 | -                                                                   | 74’                                                                 |
| 5-1-2024                                                            | Kish Island                                                         | Iran                                                                | 2 – 1                                                               | Burkina Faso                                                        | Amichevole                                                          | -                                                                   | cap. 46’                                                            |
| 9-1-2024                                                            | Al Rayyan                                                           | Iran                                                                | 5 – 0                                                               | Indonesia                                                           | Amichevole                                                          | -                                                                   | 46’                                                                 |
| 14-1-2024                                                           | Al Rayyan                                                           | Iran                                                                | 4 – 1                                                               | Palestina                                                           | Coppa d'Asia 2023 - 1º turno                                        | -                                                                   |                                                                     |
| 19-1-2024                                                           | Al Rayyan                                                           | Hong Kong                                                           | 0 – 1                                                               | Iran                                                                | Coppa d'Asia 2023 - 1º turno                                        | -                                                                   | cap. 81’                                                            |
| 23-1-2024                                                           | Al Rayyan                                                           | Iran                                                                | 2 – 1                                                               | Emirati Arabi Uniti                                                 | Coppa d'Asia 2023 - 1º turno                                        | -                                                                   | 66’                                                                 |
| 31-1-2024                                                           | Doha                                                                | Iran                                                                | 1 – 1 dts (5 – 3 dtr)                                               | Siria                                                               | Coppa d'Asia 2023 - Ottavi di finale                                | -                                                                   | 74’                                                                 |
| 3-2-2024                                                            | Al Rayyan                                                           | Iran                                                                | 2 – 1                                                               | Giappone                                                            | Coppa d'Asia 2023 - Quarti di finale                                | 1                                                                   | cap.                                                                |
| 7-2-2024                                                            | Doha                                                                | Iran                                                                | 2 – 3                                                               | Qatar                                                               | Coppa d'Asia 2023 - Semifinale                                      | 1                                                                   |                                                                     |
| 6-6-2024                                                            | Hong Kong                                                           | Hong Kong                                                           | 2 – 4                                                               | Iran                                                                | Qual. Mondiali 2026                                                 | -                                                                   | cap. 62’                                                            |
| 11-6-2024                                                           | Teheran                                                             | Iran                                                                | 0 – 0                                                               | Uzbekistan                                                          | Qual. Mondiali 2026                                                 | -                                                                   | cap.                                                                |
| 5-9-2024                                                            | Fulad Shahr                                                         | Iran                                                                | 1 – 0                                                               | Kirghizistan                                                        | Qual. Mondiali 2026                                                 | -                                                                   | 60’                                                                 |
| 10-9-2024                                                           | al-'Ayn                                                             | Emirati Arabi Uniti                                                 | 0 – 1                                                               | Iran                                                                | Qual. Mondiali 2026                                                 | -                                                                   | cap. 35’                                                            |
| 10-10-2024                                                          | Tashkent                                                            | Uzbekistan                                                          | 0 – 0                                                               | Iran                                                                | Qual. Mondiali 2026                                                 | -                                                                   | cap. 79’                                                            |
| 15-10-2024                                                          | Dubai                                                               | Iran                                                                | 4 – 1                                                               | Qatar                                                               | Qual. Mondiali 2026                                                 | -                                                                   | 77’                                                                 |
| 14-11-2024                                                          | Vientiane                                                           | Corea del Nord                                                      | 2 – 3                                                               | Iran                                                                | Qual. Mondiali 2026                                                 | -                                                                   | 68’                                                                 |
| 20-3-2025                                                           | Teheran                                                             | Iran                                                                | 2 – 0                                                               | Emirati Arabi Uniti                                                 | Qual. Mondiali 2026                                                 | -                                                                   | cap. 90’                                                            |
| 25-3-2025                                                           | Teheran                                                             | Iran                                                                | 2 – 2                                                               | Uzbekistan                                                          | Qual. Mondiali 2026                                                 | -                                                                   | cap. 69’                                                            |
| Totale                                                              |                                                                     | Presenze (10º posto)                                                | 91                                                                  |                                                                     | Reti (10º posto)                                                    | 17                                                                  |                                                                     |

## Palmarès

### Club
- Eerste Divisie: 1

N.E.C.: 2014-2015
- Campionato olandese: 1

Feyenoord: 2022-2023
- Coppa dei Paesi Bassi: 1

Feyenoord: 2023-2024

### Nazionale
- CAFA Nations Cup: 1

2023

### Individuale
- Capocannoniere dell'Eredivisie: 1

2017-2018 (21 gol)